# Chlorissa aquamarina
Chlorissa aquamarina är en fjärilsart som beskrevs av George Francis Hampson 1895. Chlorissa aquamarina ingår i släktet Chlorissa och familjen mätare. Inga underarter finns listade i Catalogue of Life.